# Blazing Days
Blazing Days é um filme mudo do gênero faroeste produzido no Estados Unidos e lançado em 1927.